# Piazza dei Cinquecento
La Piazza dei Cinquecento es una plaza situada entre la Via Giovanni Giolitti, el Largo di Villa Peretti y la Via Marsala, frente a la estación Termini, entre los rioni Esquilino y Castro Pretorio de Roma. La plaza está dedicada a los quinientos soldados italianos caídos en la Batalla de Dogali en 1887; antiguamente se llamaba Piazza di Termini por la cercanía de las antiguas Termas de Diocleciano, actual sede del Museo Nacional Romano.
En el plano de Roma de Leonardo Bufalini de 1551 la zona era llamada altissimus Romae locus, por la presencia de una estatua de Roma sentada (considerada la Justicia) hecha colocar por el cardenal Felice Peretti (futuro papa Sixto V) en la cima del agger de Servio Tulio, el antiguo relieve defensivo (con foso) que protegía la ciudad de edad monárquica en el lado nororiental.
Entre 1860 y 1878, durante las obras para la construcción de la estación de ferrocarril provisional (1861-1862) y posteriormente de la proyectada por Salvatore Bianchi, el monte fue progresivamente allanado, la estatua fue trasladada a Arsoli por el príncipe Massimo (propietario de la Villa Montalto Peretti) y aparecieron en varias ocasiones los restos de las murallas servianas, la cinta de murallas de la Roma republicana.
Hasta 1924 en la plaza se erigía un monumento a los quinientos de Dogali: realizado en 1887 por Francesco Azzurri, estaba coronado por un obelisco egipcio encontrado en el Iseo Campense, cuyos jeroglíficos exaltaban a Ramsés el Grande. Transportado al jardín vecino en la Via delle Terme di Diocleziano, en 1937 fue adornado con un león de Judá de bronce dorado, conquistado en Adís Abeba pero devuelto al emperador de Etiopía tras la Segunda Guerra Mundial.
Desde el 18 de mayo de 2011 hay en la plaza un monumento al Papa Juan Pablo II realizado por el escultor Oliviero Rainaldi.